# Talcho
Talcho ist ein Dorf in der Stadtgemeinde Filingué in Niger.

## Geographie
Das von einem traditionellen Ortsvorsteher (chef traditionnel) geleitete Dorf liegt im Trockental Dallol Bosso. Es befindet sich rund 23 Kilometer nördlich des Stadtzentrums von Filingué, der Hauptstadt des gleichnamigen Departements Filingué, das zur Region Tillabéri gehört. Zu den Siedlungen in der näheren Umgebung von Talcho zählen Takoussa im Nordwesten, Kahougué im Südosten, Toukounous im Südwesten und Tidiba im Westen.
Es herrscht das Klima der Sahelzone vor, mit einer durchschnittlichen jährlichen Niederschlagsmenge zwischen 300 und 400 mm.

## Geschichte
Das Dorf Talcho wurde 1922 gegründet. Im Dürrejahr 1973 fanden Fulbe-Viehzüchter aus Talcho im Dorf Iskimit Zuflucht, während Iklan-Viehzüchter aus Talcho in das urbane Zentrum von Filingué gingen, wo sie ihren Lebensunterhalt mit Feldarbeit bestritten. Noch Ende der 1980er Jahre befanden sich Lager von nomadischen und sesshaften Iklan-Viehzüchtern beim Dorf.

## Bevölkerung
Bei der Volkszählung 2012 hatte Talcho 2235 Einwohner, die in 317 Haushalten lebten. Bei der Volkszählung 2001 betrug die Einwohnerzahl 1708 in 227 Haushalten und bei der Volkszählung 1988 belief sich die Einwohnerzahl auf 2017 in 287 Haushalten.
In Talcho wird die Sprache Hausa gesprochen.

## Wirtschaft und Infrastruktur
Viehwirtschaft wird in Talcho vor allem als Agropastoralismus, vereinzelt auch als Pastoralismus betrieben. Mit einem Centre de Santé Intégré (CSI) ist ein Gesundheitszentrum im Ort vorhanden. Es gibt eine Schule.
Durch Talcho verläuft die 868 Kilometer lange Nationalstraße 25 zwischen den Städten Niamey und Agadez. Die Straße ist in diesem Abschnitt asphaltiert. Im Ort zweigt die 130 Kilometer lange Route 619 nach Tébaram ab, eine einfache Piste.